# Condado de Tulsa
El condado de Tulsa (en inglés: Tulsa County), fundado en 1850, es un condado del estado estadounidense de Oklahoma. En el año 2000 tenía una población de 563.299 habitantes con una densidad de población de 370 personas por km². La sede del condado es Tulsa.

## Geografía
Según la oficina del censo el condado tiene una superficie total de 1520 km² (586,9 mi²), de los que 1477 km² (570,3 mi²) son tierra y 43 km² (16,6 mi²) (2,85%) son agua.

### Condados adyacentes
- Condado de Washington - norte
- Condado de Rogers - noreste
- Condado de Wagoner - sureste
- Condado de Muskogee - sureste
- Condado de Okmulgee - sur
- Condado de Creek - oeste
- Condado de Pawnee - noroeste
- Condado de Osage - noroeste

### Principales carreteras y autopistas
- Interestatal 44
- U.S. Autopista 64
- U.S. Autopista 75
- U.S. Autopista 169
- U.S. Autopista 412
- Carretera Estatal 11
- Carretera Estatal 51
- Carretera Estatal 97

## Demografía
Según el censo del 2000 la renta per cápita media de los habitantes del condado era de 38.213 dólares y el ingreso medio de una familia era de 47.489 dólares. En el año 2000 los hombres tenían unos ingresos anuales 35.495 dólares frente a los 25.680 dólares que percibían las mujeres. El ingreso por habitante era de 21.115 dólares y alrededor de un 11,60% de la población estaba bajo el umbral de pobreza nacional.

## Ciudades y pueblos
- Bixby
- Broken Arrow
- Collinsville
- Glenpool
- Jenks
- Liberty
- Lotsee
- Mannford
- Owasso
- Sand Springs
- Sapulpa
- Skiatook
- Sperry
- Tulsa